# Molecular Systems Biology
'Molecular Systems Biology' (Biología de Sistemas Moleculares) es una revista científica de acceso abierto revisada por pares que cubre la biología de sistemas a nivel molecular (los ejemplos incluyen: genómica, proteómica, metabolómica, sistemas microbianos, la integración de la señalización celular y redes reguladoras ), biología sintética y medicina de sistemas. Fue establecido en 2005 y publicado por Nature Publishing Group en nombre de la Organización Europea de Biología Molecular. A diciembre de 2013, es publicado por EMBO Press.
Según Journal Citation Reports, la revista tuvo un factor de impacto en 2019 de 8.991.

## El proceso editorial
La biología de sistemas moleculares garantiza un proceso de publicación rápido. Los artículos completamente editados se pueden publicar en aproximadamente 10 días después de ser aceptados. Además, los editores tienen la capacidad de solicitar a ciertos árbitros que comenten su trabajo. 
El proceso editorial también incluye un estilo flexible de formato, interacciones entre árbitros que permiten una revisión máxima y una sola ronda de revisión. Molecular Systems Biology publica más del 90% de las revisiones recibidas. Además, los editores son accesibles; los autores de artículos pueden evaluar los manuscritos con los editores durante todo el proceso de revisión.